# کلیسای جامع رستگاری مردم رومانی
کلیسای جامع رستگاری مردم رومانی (رومانیایی: Catedrala Mântuirii Neamului) یک کلیسای جامع ارتدکس شرقی در شهر بخارست، رومانی است.
این کلیسا که در دسامبر ۲۰۱۰ شروع به ساخت شده طبق برنامه قرار است در نوامبر ۲۰۱۸ تأسیس شود، کلیسای جامع رستگاری مردم دارای ۶۰۰۰ نفر ظرفیت، ۱۲۶٫۱ متر طول و ۶۷٫۷ متر عرض از داخل می‌باشد.

## نگارخانه

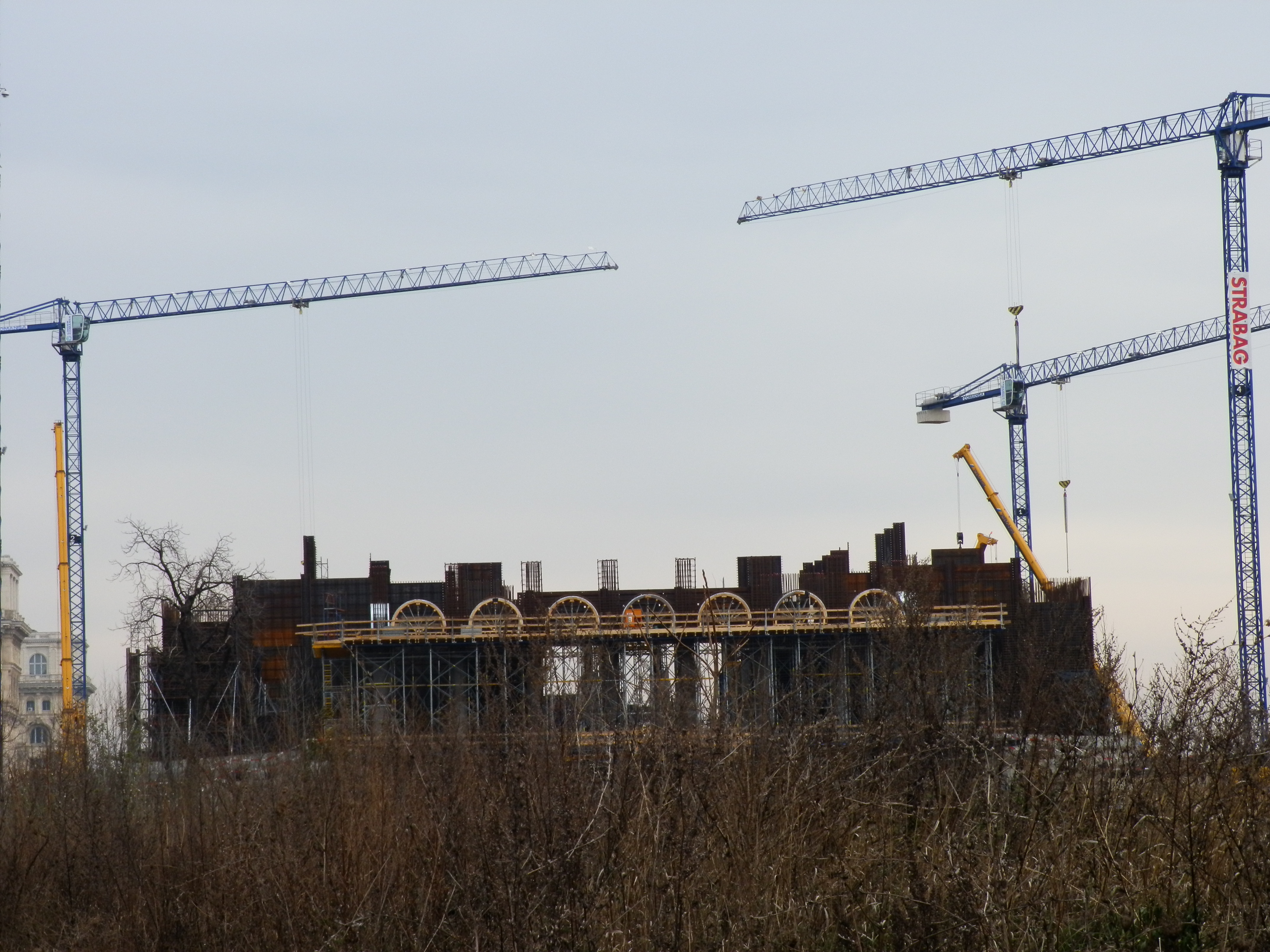
دسامبر ۲۰۱۳
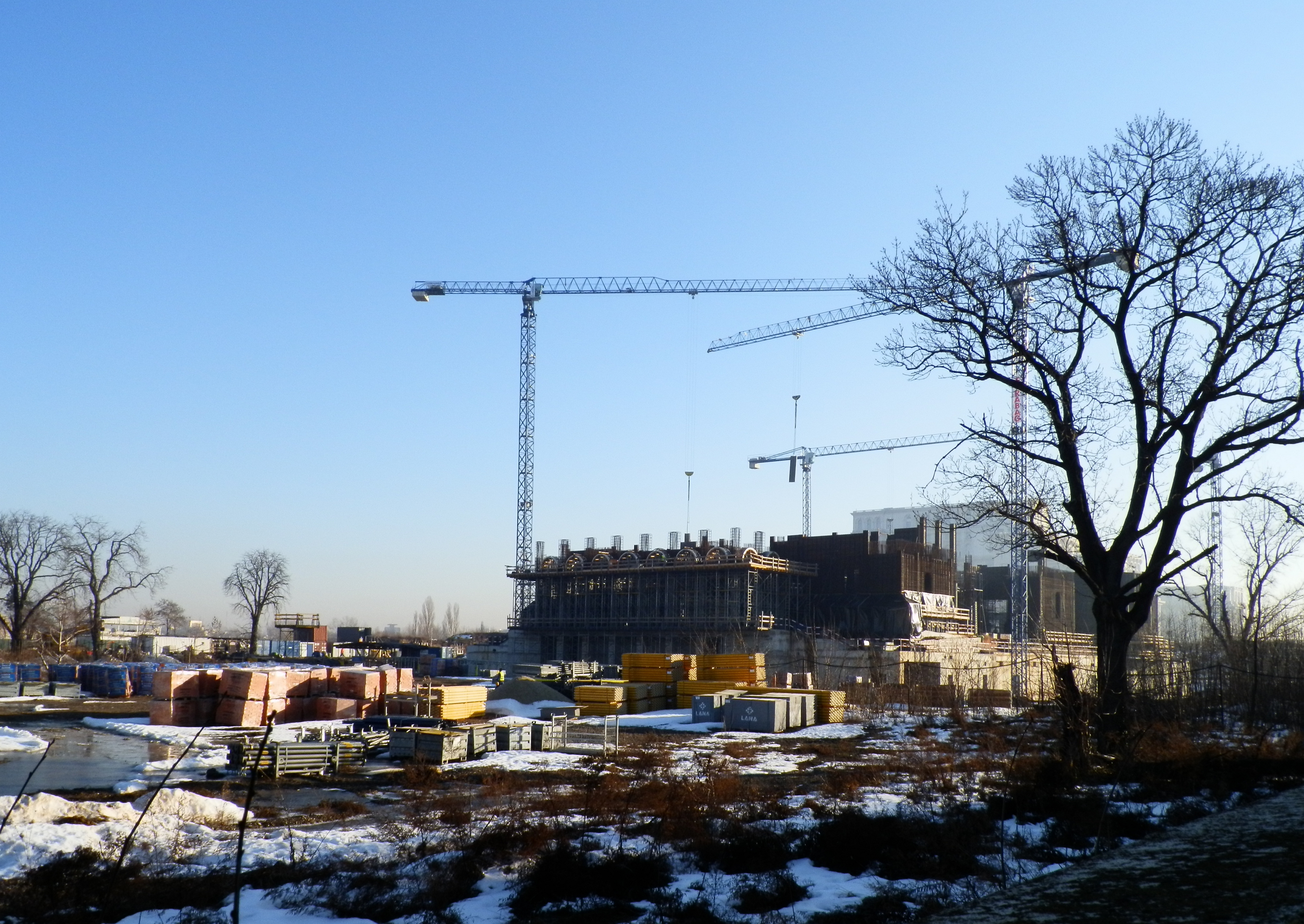
فوریه ۲۰۱۴
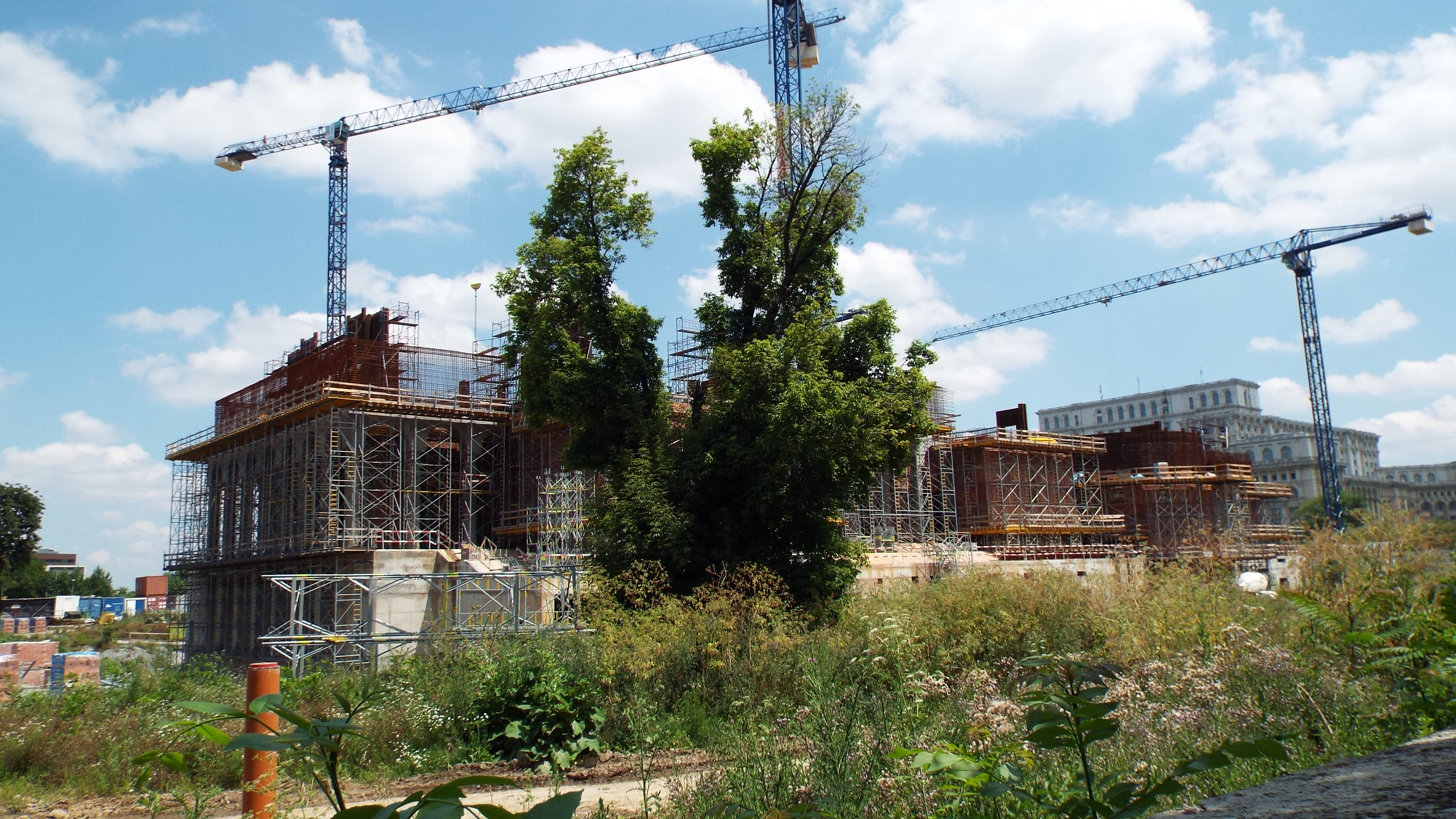
ژوئیه ۲۰۱۴
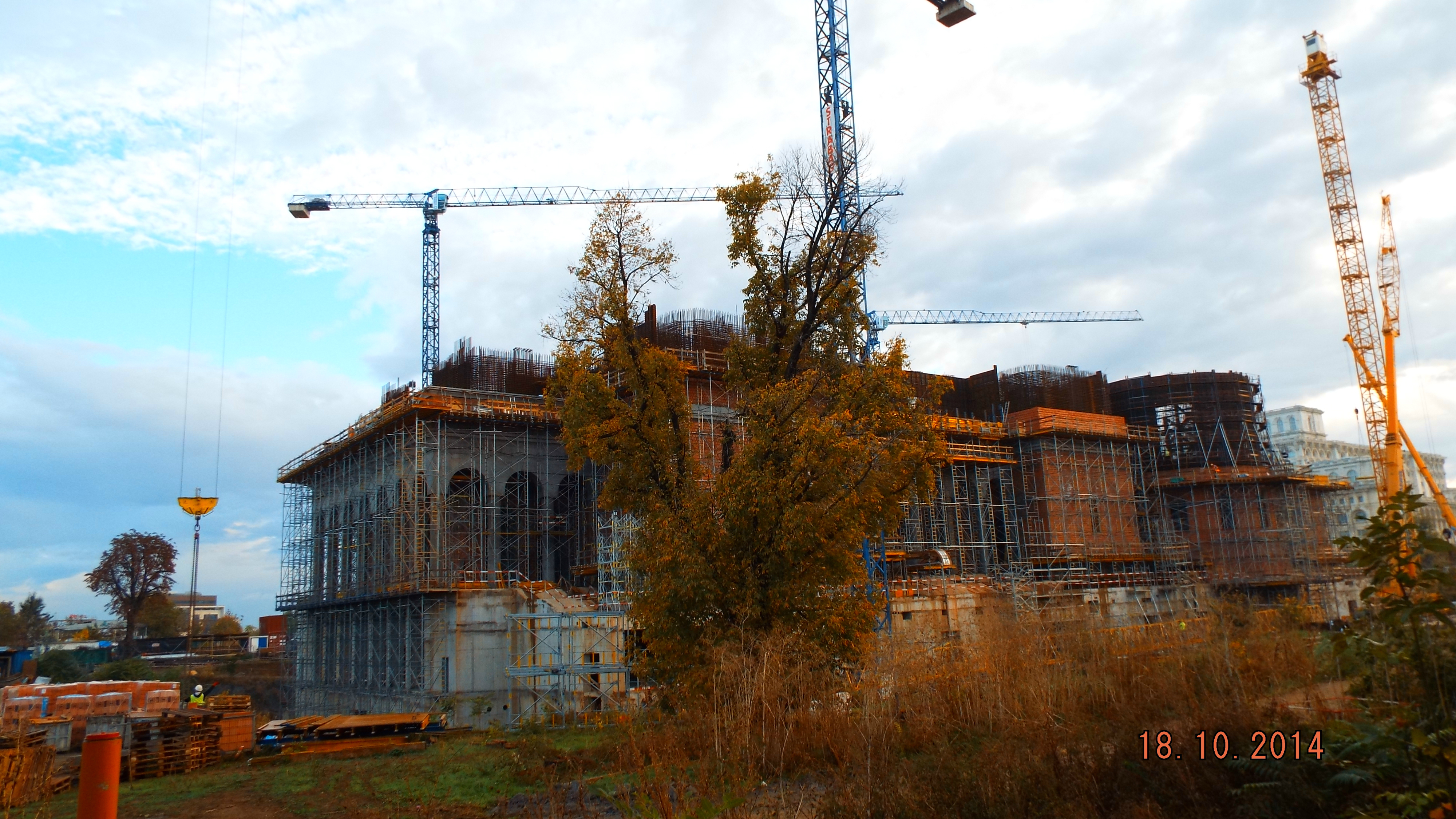
اکتبر ۲۰۱۴
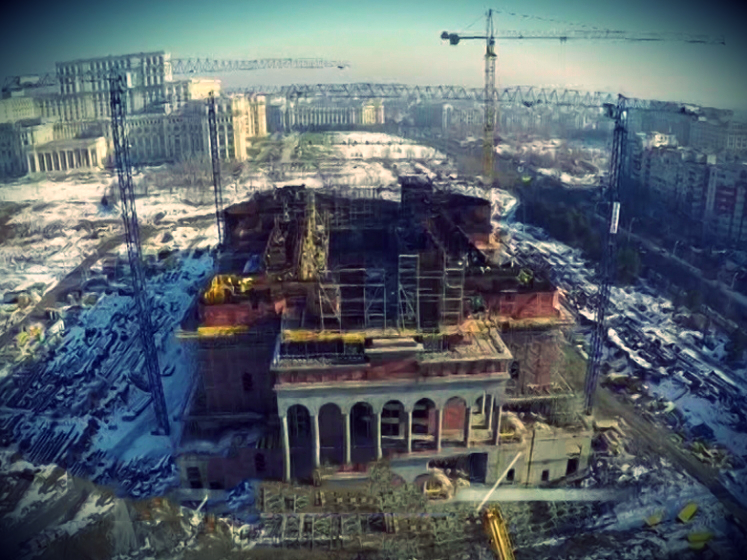
ژانویه ۲۰۱۵
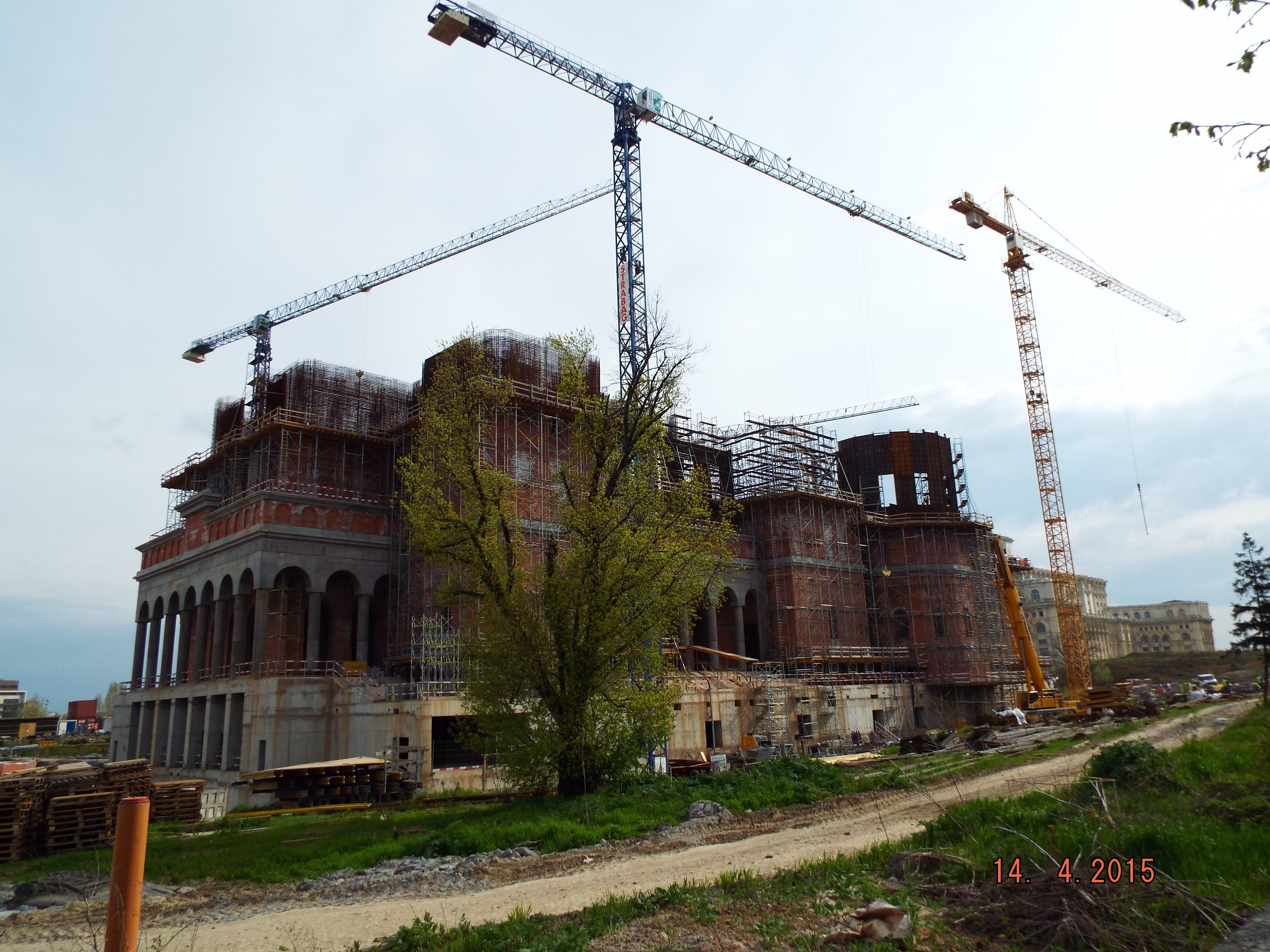
آوریل ۲۰۱۵
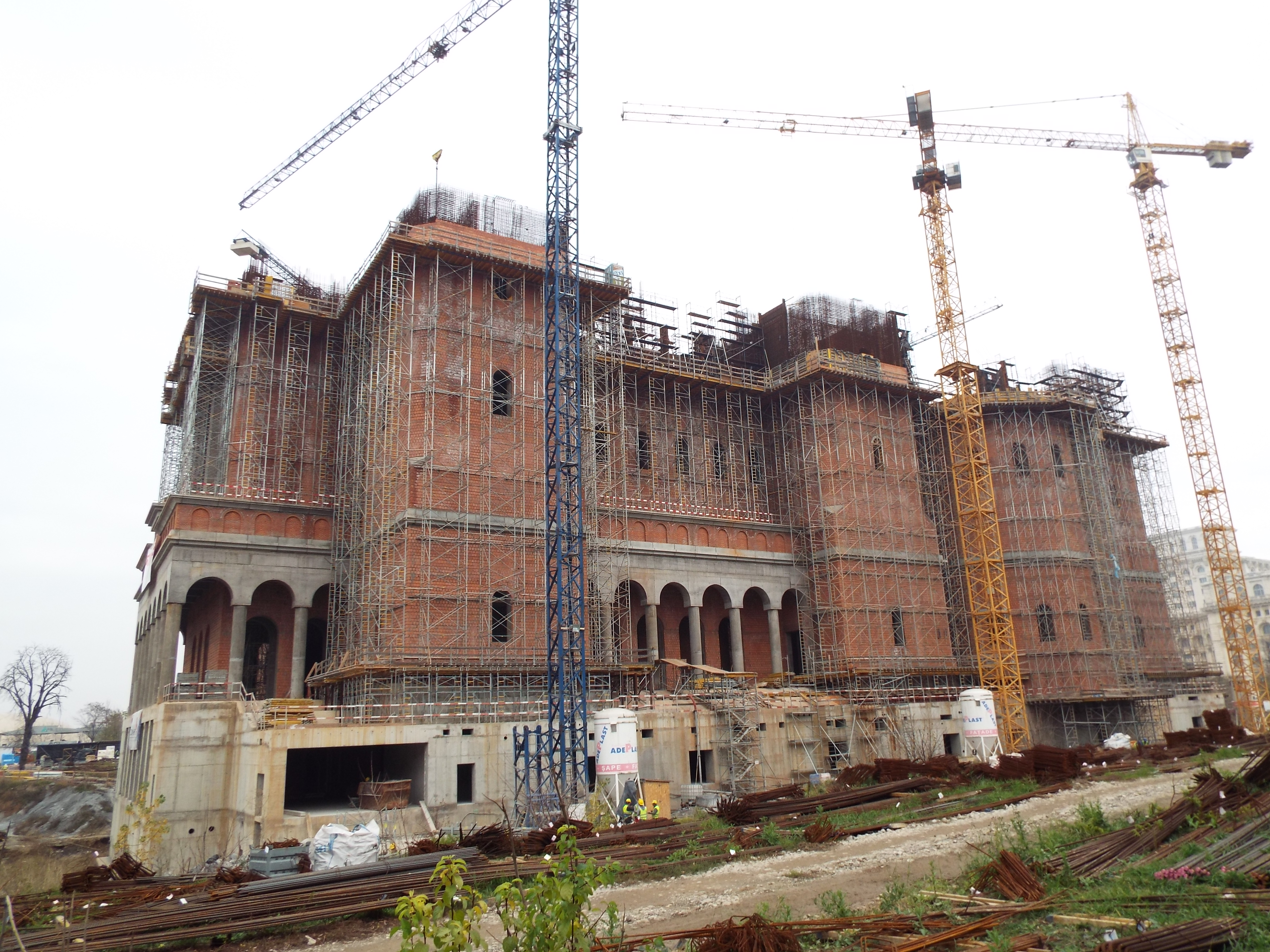
دسامبر ۲۰۱۵
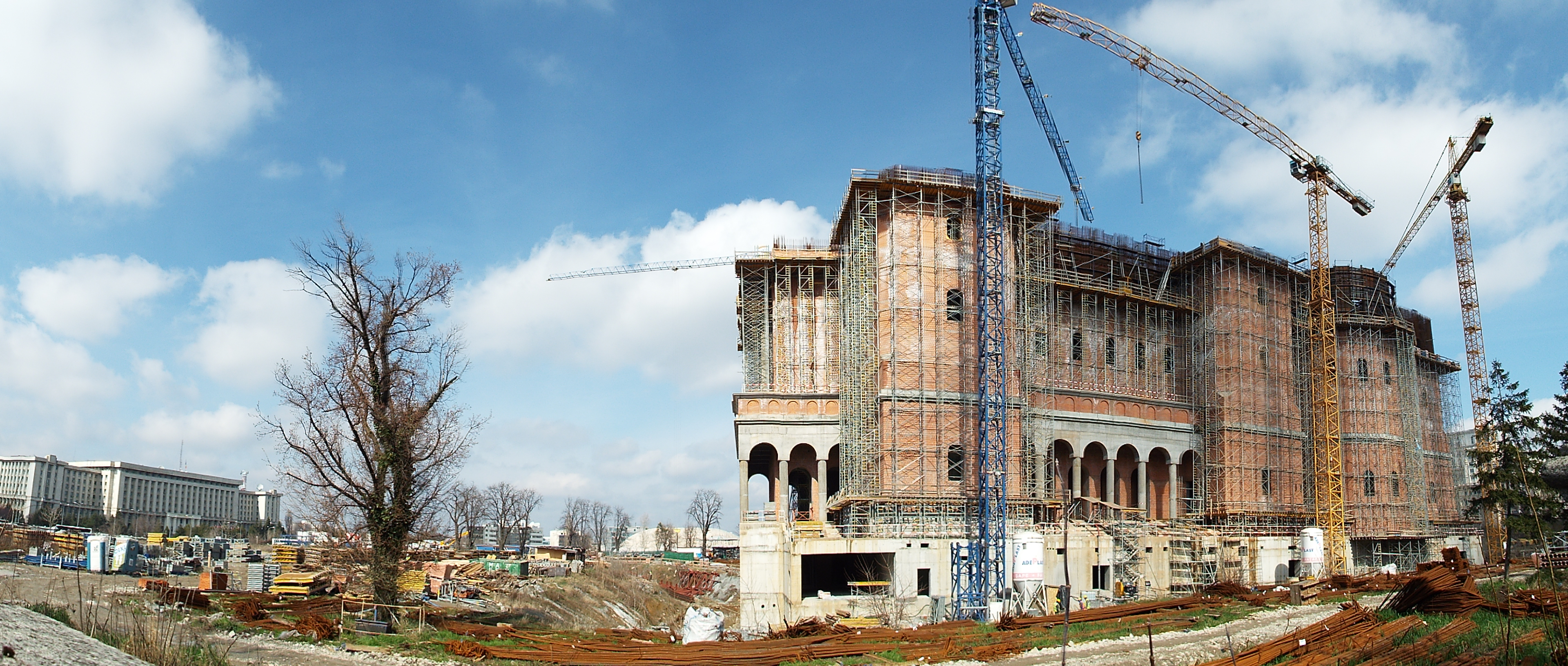
مارس ۲۰۱۶
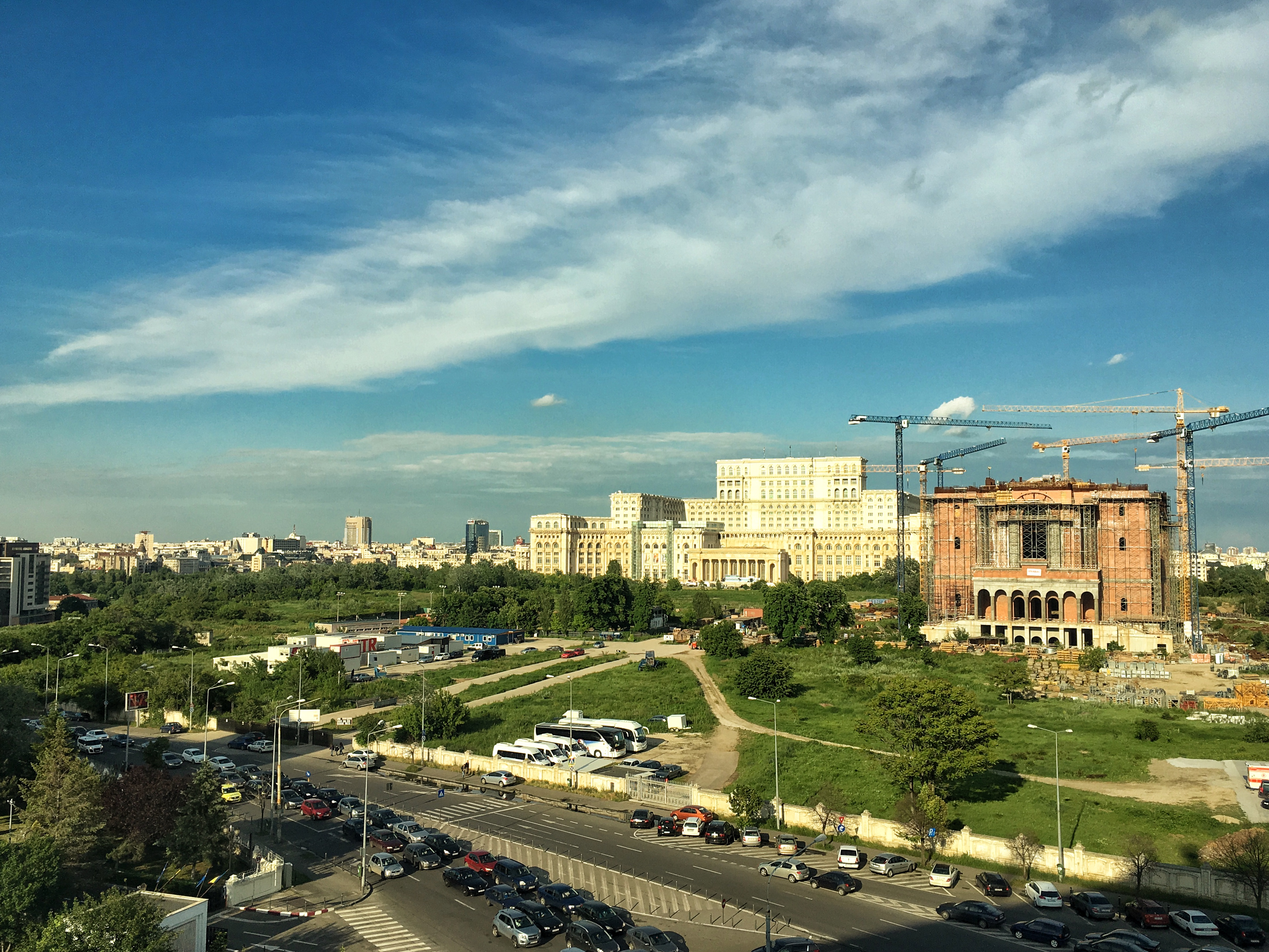
می ۲۰۱۶
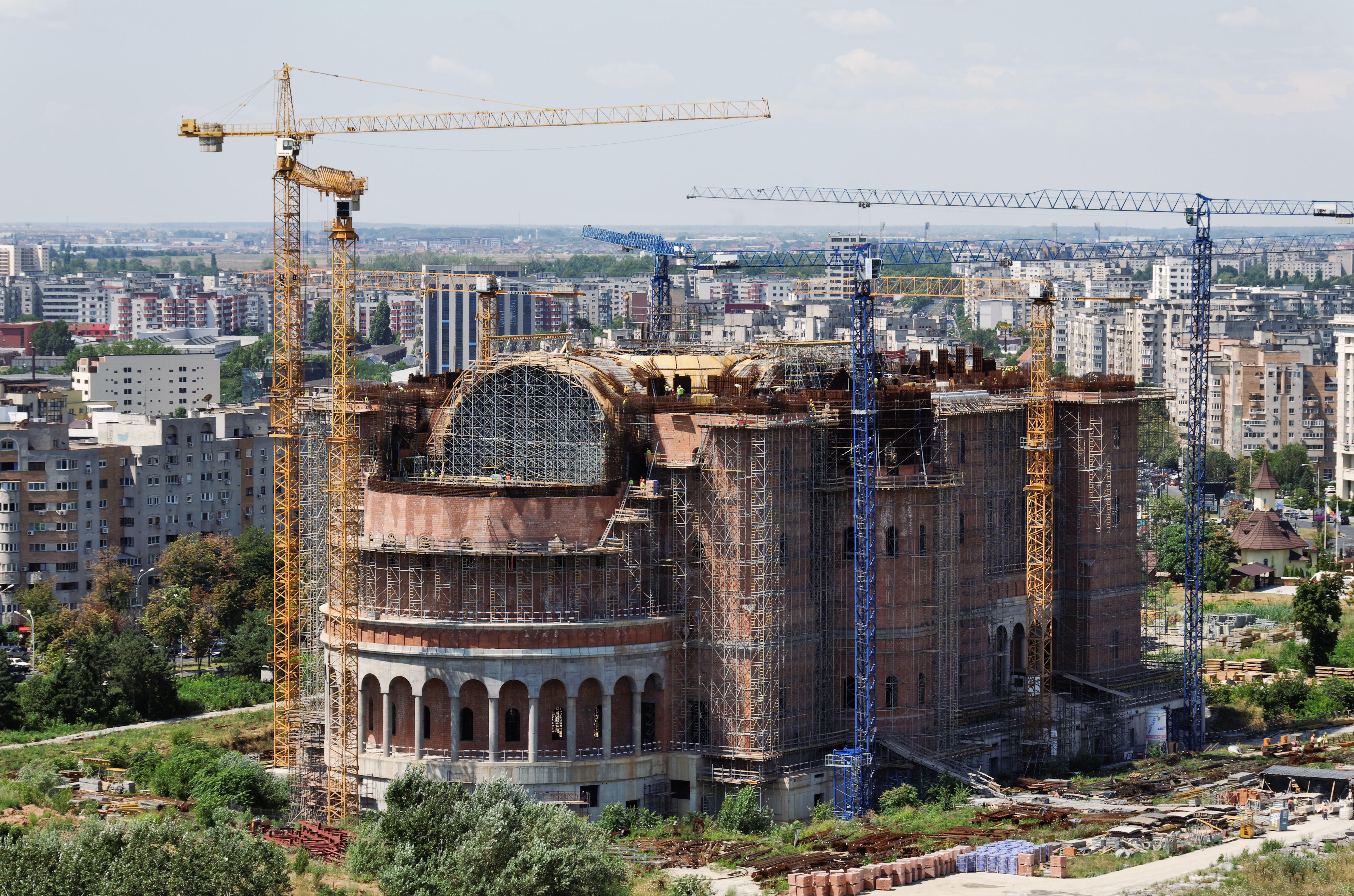
/ژوئیه ۲۰۱۶
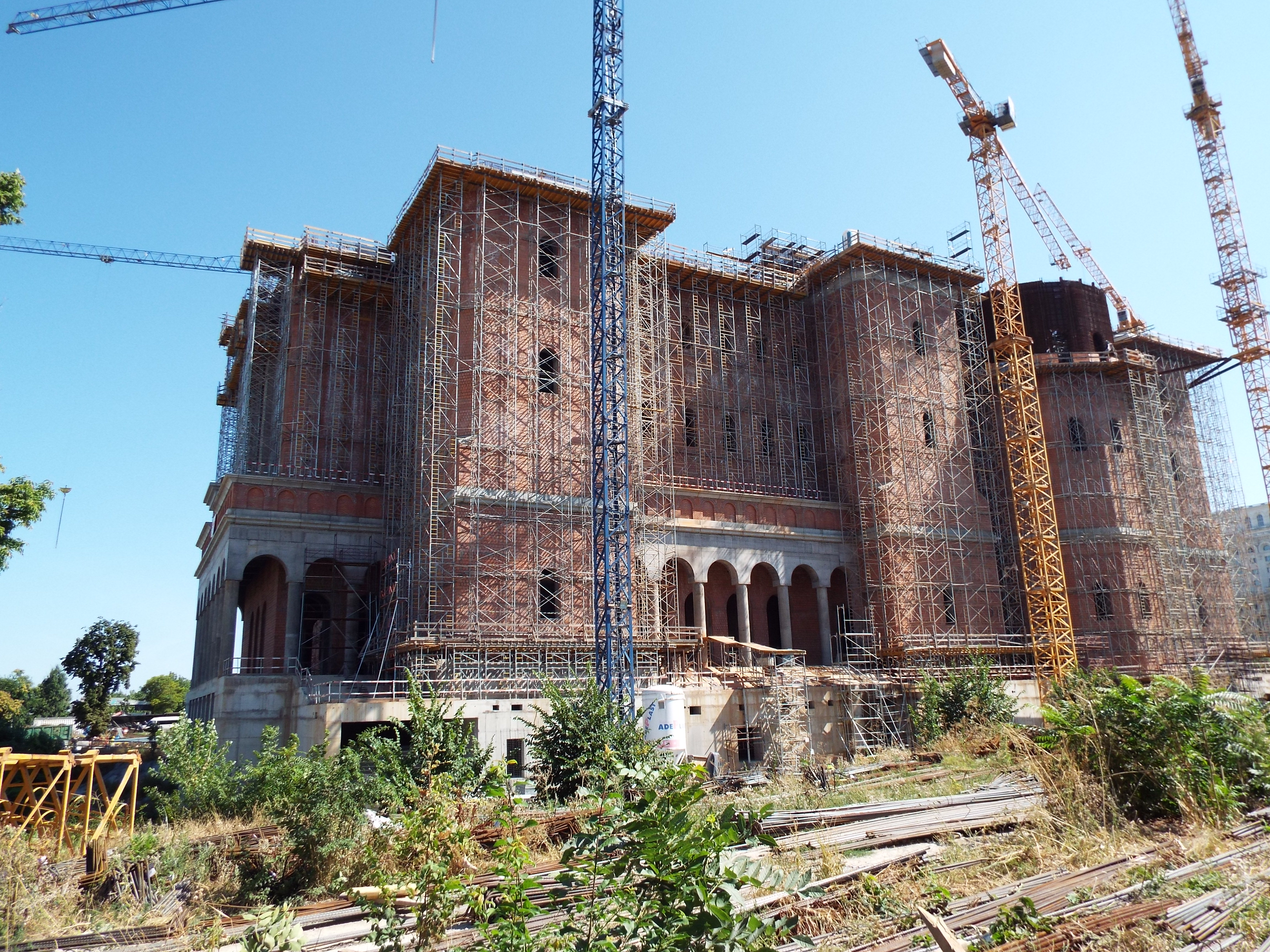
اوت ۲۰۱۶
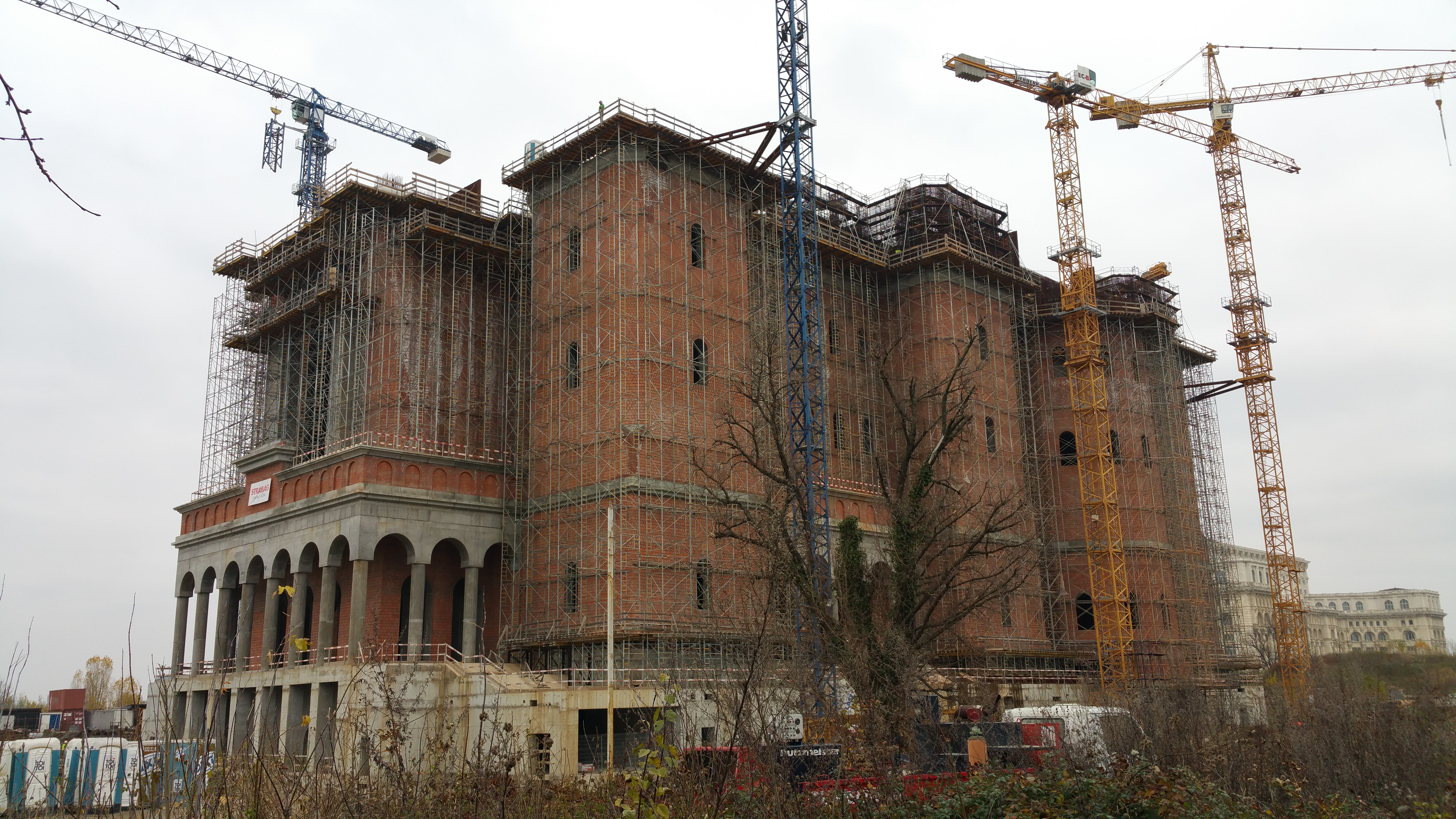
نوامبر ۲۰۱۶
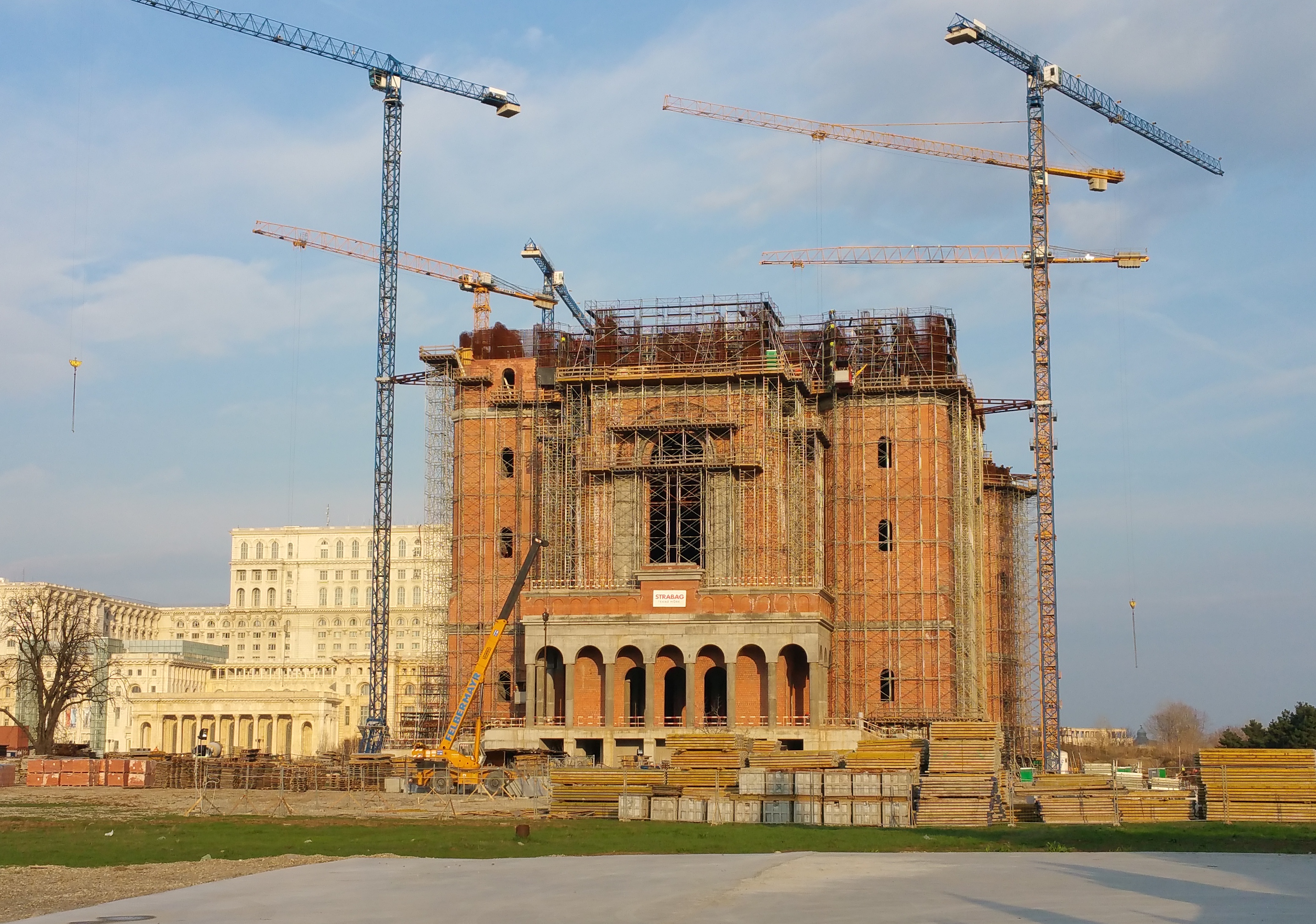
مارس ۲۰۱۷
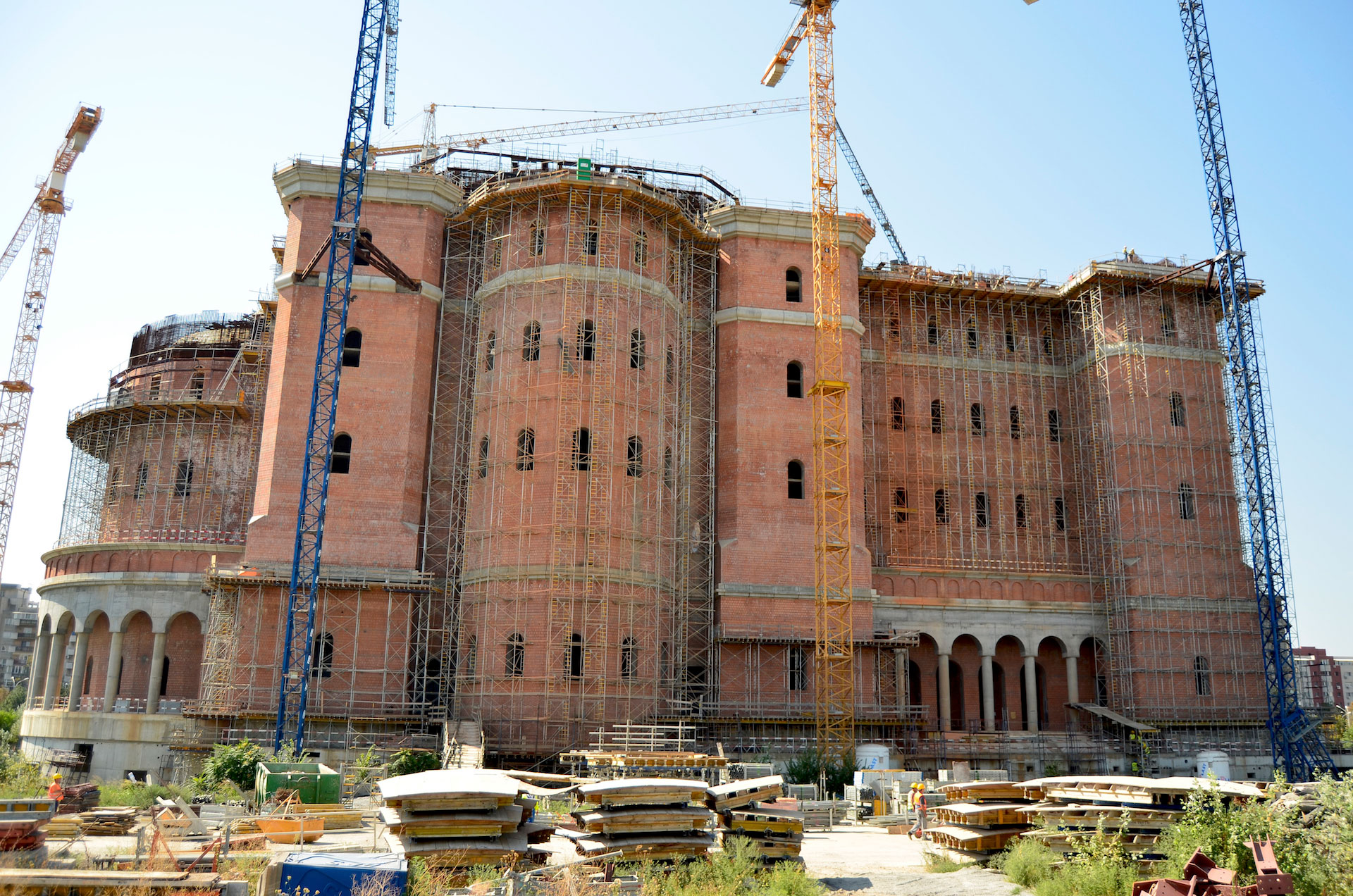
اوت ۲۰۱۷
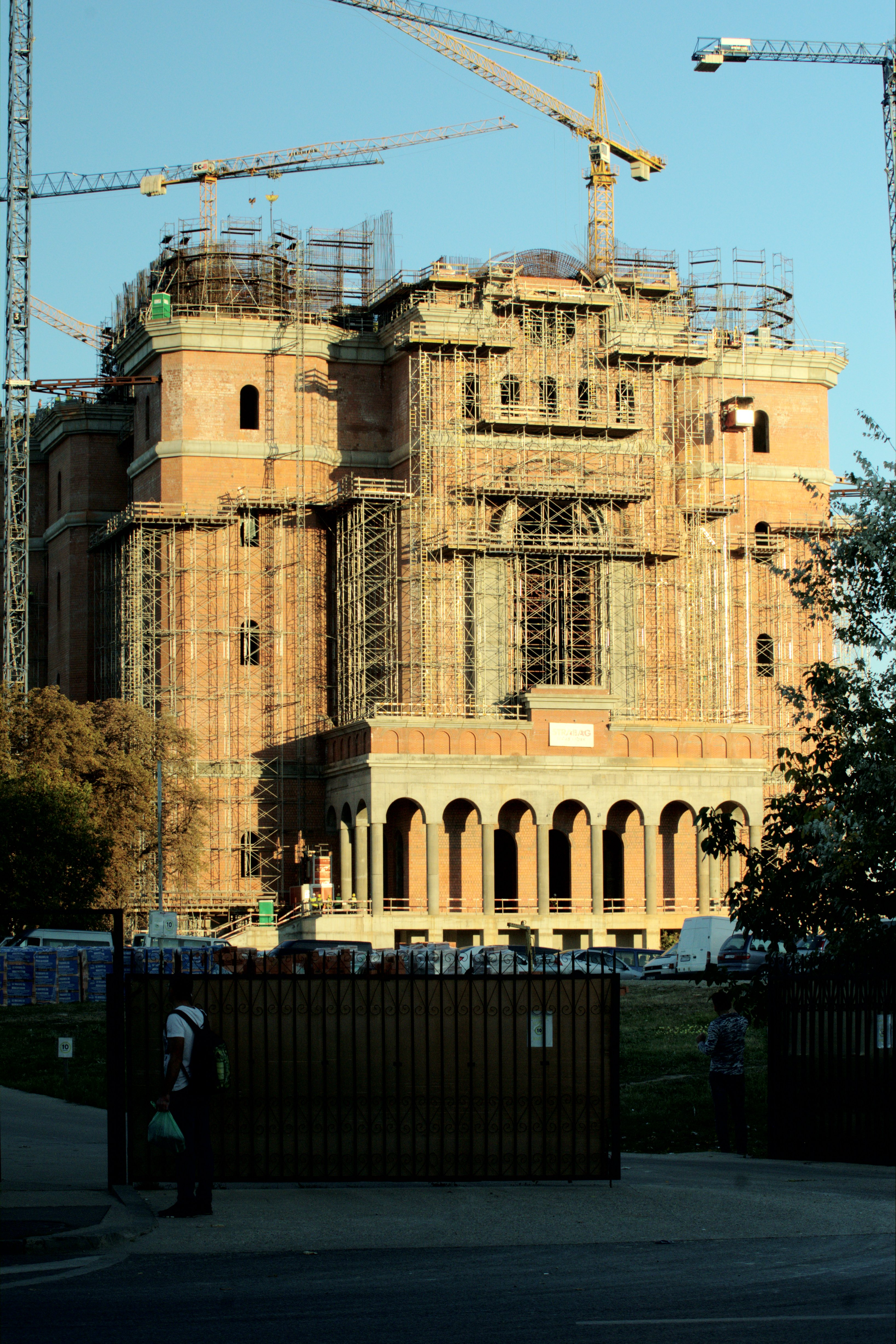
اکتبر  ۲۰۱۷
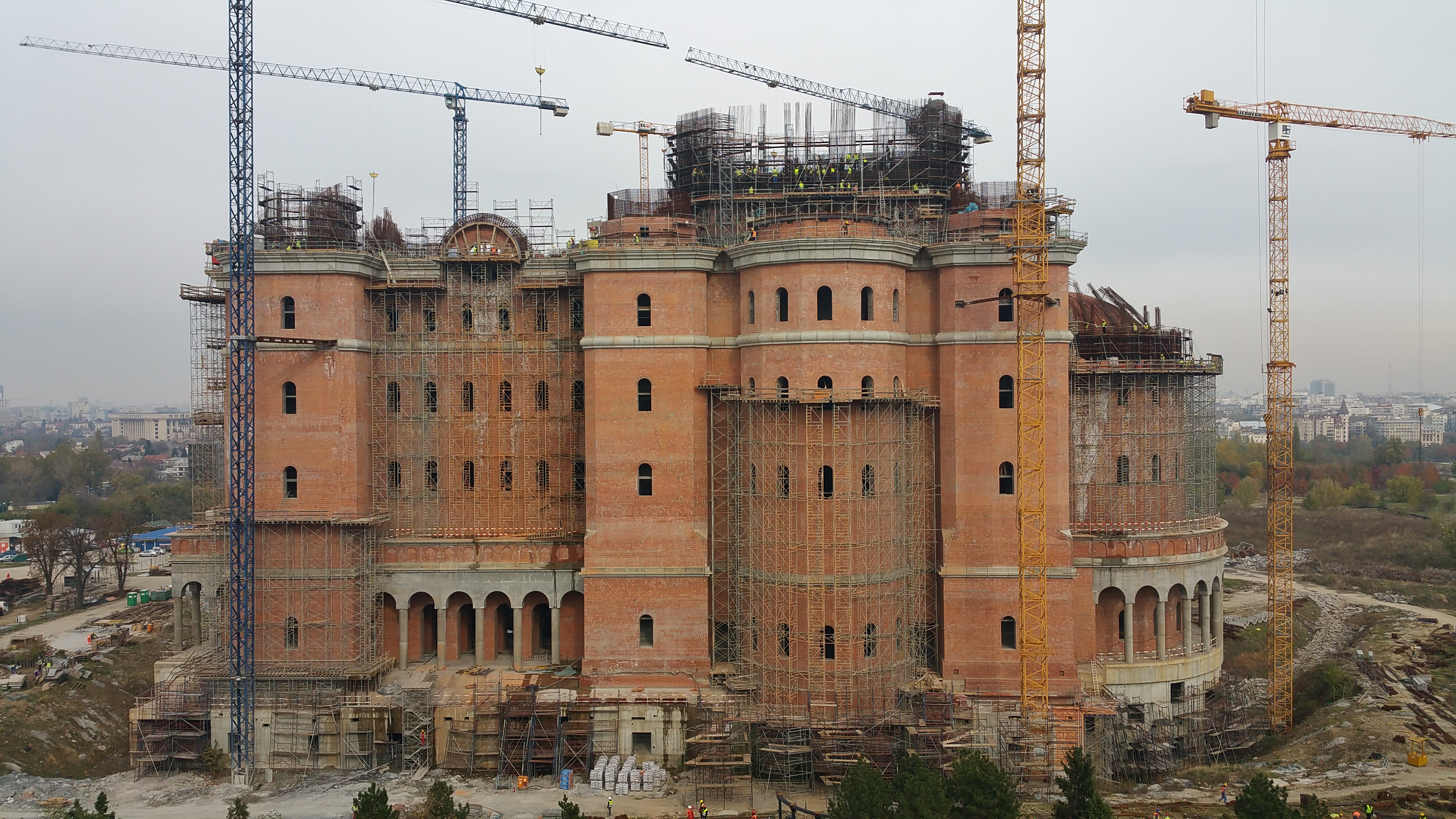
نوامبر ۲۰۱۷
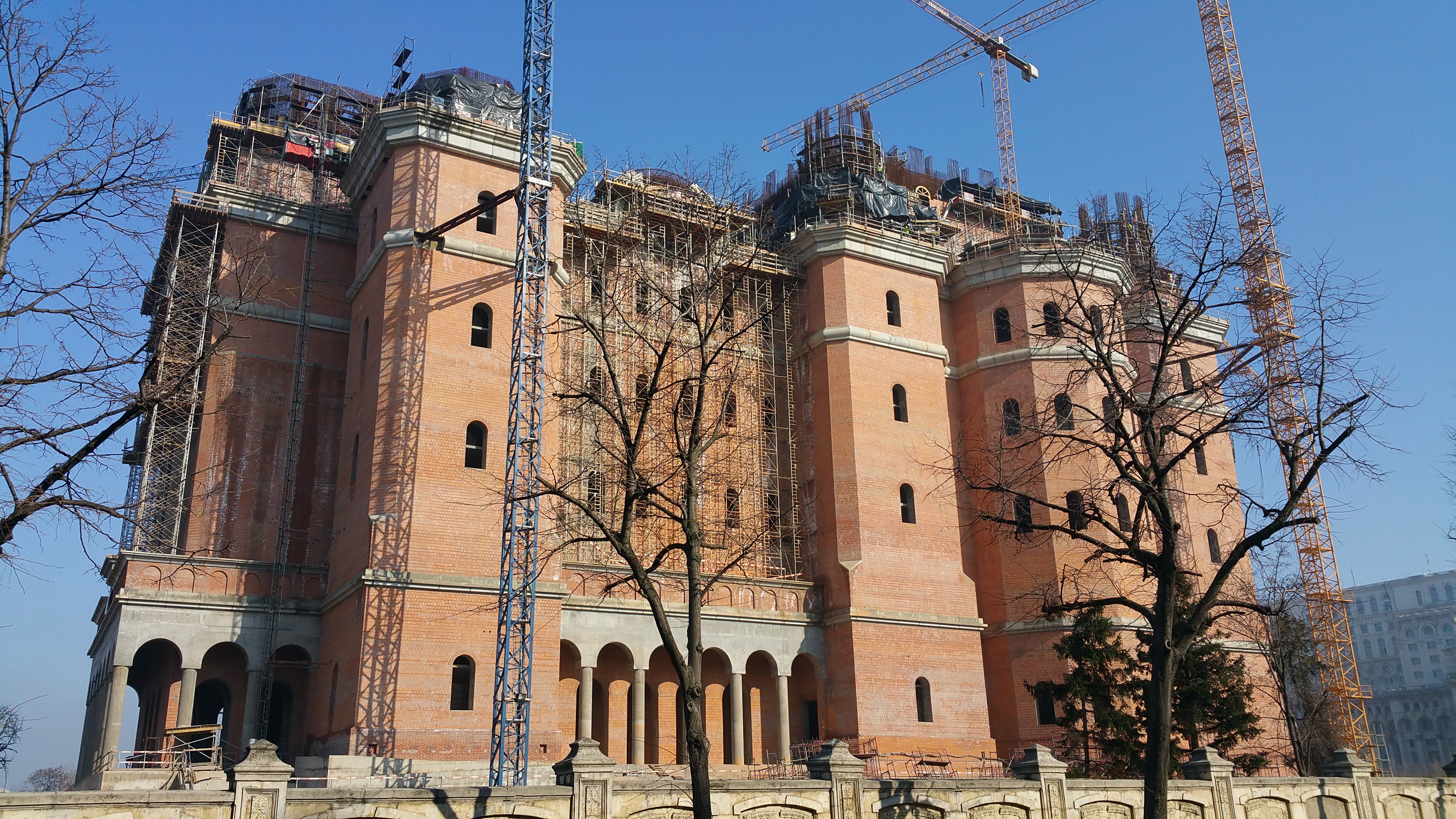
فوریه ۲۰۱۸
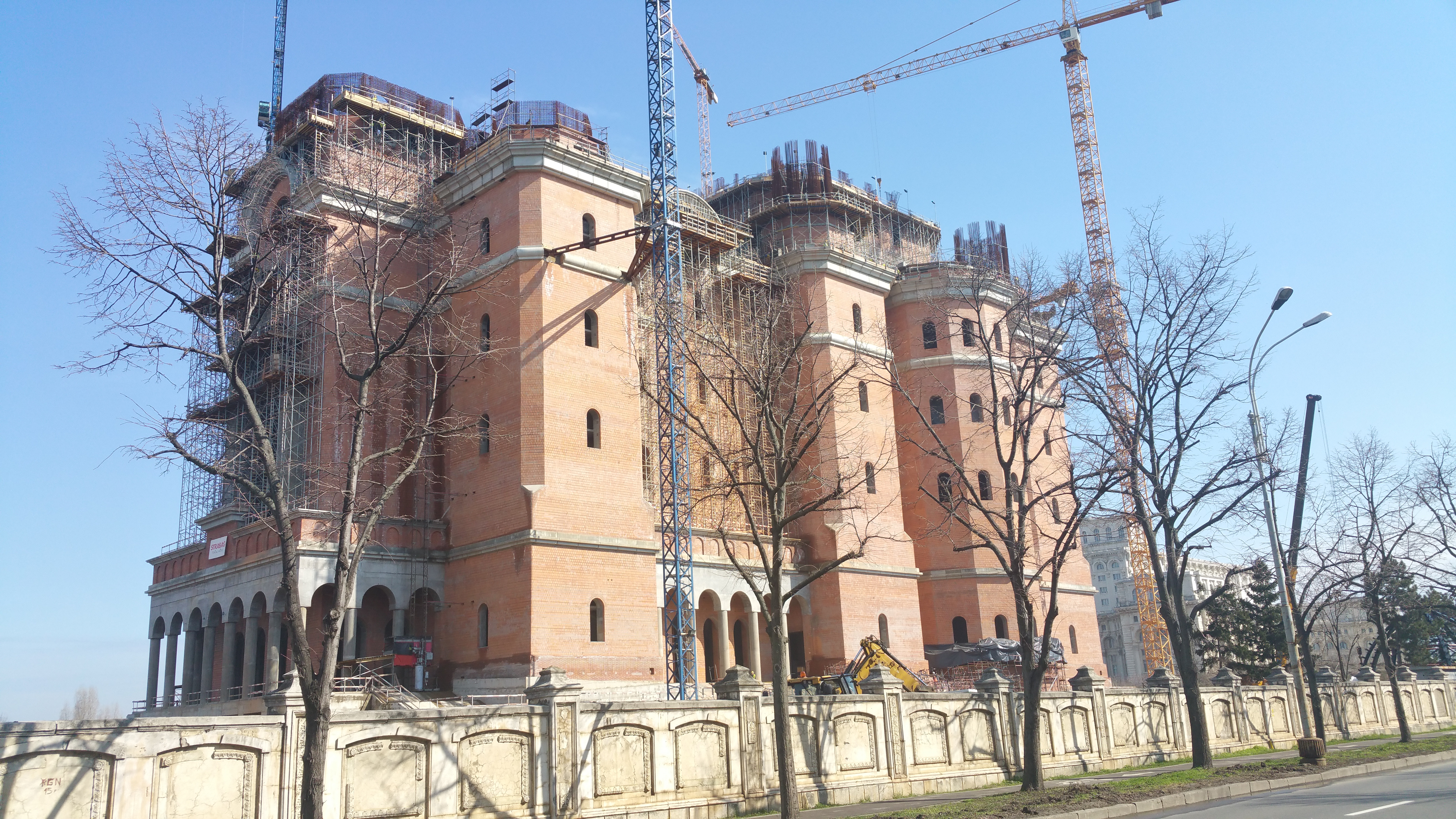
مارس ۲۰۱۸
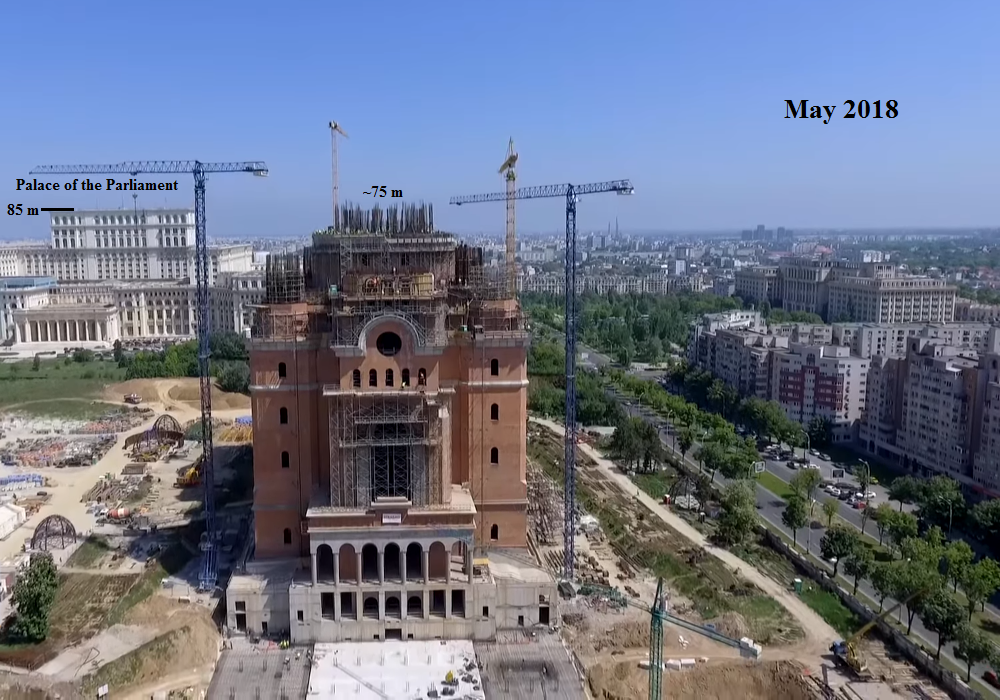
می ۲۰۱۸